# Sonate pour deux pianos et percussion
 (février 2024).
Si vous disposez d'ouvrages ou d'articles de référence ou si vous connaissez des sites web de qualité traitant du thème abordé ici, merci de compléter l'article en donnant les références utiles à sa vérifiabilité et en les liant à la section « Notes et références ».

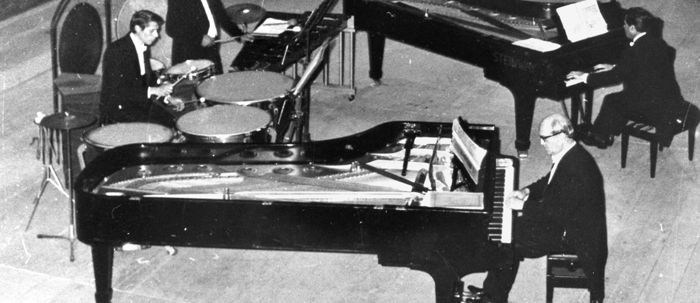
Sonate pour deux pianos et percussion interprétée en 1969

La Sonate pour deux pianos et percussion (Sz. 110) est une œuvre de Béla Bartók de 1937.

## Genèse
La sonate est la réponse à une commande de la Société internationale pour la nouvelle musique de Bâle. Elle fut créée le 16 janvier 1938 dans cette ville, par le compositeur lui-même, sa femme, la pianiste Ditta Pásztory, et les percussionnistes Fritz Schiesser et Philipp Rühlig.
Elle requiert deux pianos et des instruments de percussion joués par deux musiciens : xylophone, timbales, cymbales, tambour, caisse claire, tam-tam, triangle.
En 1940, Bartók ajouta un accompagnement d'orchestre à la sonate, créant ainsi un concerto pour deux pianos, percussion et orchestre.
La durée d'exécution est d'environ 26 minutes.

## Analyse de l'œuvre
1. Assai lento-Allegro molto: Le premier mouvement commence lentement, avec un sourd roulement de timbales et une montée au piano, brisée par de brutales notes aiguës de piano et cymbales. La progression s'accélère en un martellement déchaîné, le piano fonctionnant alors comme instrument de percussion à part entière.
2. Lento, ma non troppo: Les percussions ouvrent le deuxième mouvement, suivi par un thème exposé par le piano, puis réexposé avec autorité. Le xylophone entame une lente descente, accompagné par les pianos, qui introduit un dialogue entre les pianos, légèrement ponctué par les percussions. La reprise du thème ferme le mouvement central.
3. Allegro non troppo: Le dernier mouvement expose le premier thème au xylophone accompagné du piano, puis au piano. Les deux pianos dialoguent ensuite sur un rythme vif, presque sans percussion.